# Gun Johnson-Ekvall
Gun Karin Eleonora Johnson-Ekvall, född 20 november 1913 i Gustav Vasa församling, Stockholm, död 7 maj 1991 i Maria Magdalena församling, Stockholm, var en svensk målare. 
Johnson-Ekvall studerade konst vid Grünewalds målarskola i Stockholm, och André Lhote i Paris. Hon deltog i ett flertal utställningar i Stockholm och Göteborg samt medverkade i de rumänska samlingsutställningarna i Bukarest och Constanța. Johnson är representerad i Svenska Statens samlingar och Stockholms stads samling.